# Fehérlak
Fehérlak (Albești), település Romániában, a Partiumban, Bihar megyében.

## Fekvése
A Bihar-hegységben, Belényestől északnyugatra, a Hollód-patak jobb partján fekvő település.

## Története
Fehérlak nevét 1508-ban említette először oklevél Albolfalwa néven.
1692-ben Albezt, 1808-ban Albesth, Albesthi, 1913-ban Fehérlak néven írták.
Az 1800-as évek elején Khán Sámuel nyerte királyi adományként, majd tőle a Szitányi család vette meg.
1851-ben Fényes Elek írta a településről:
Albest, Bihar vármegyében, hegyes vidéken, 270 óhitű lakossal, anyatemplommal. ... Silány földe kevés gabonát terem és gyümölcsöt. Vize: a Hollód. Birja Ulman Mór.
1910-ben 498 lakosából 8 magyar, 490 román volt. Ebből 486 görögkeleti ortodox, 8 izraelita volt.

## Nevezetességek
- Görög keleti temploma – 1864-ben épült.